# Brassinoesteroide

Brassinolida, el primer brassinosteroide que es va aïllar

Un brassinoesteroide (BRs, nom derivat del gènere Brassicas) és una família d'hormones vegetals (fitohormones) naturals, considerada com la sisena classe de les fitohormones. Poden ser emprades a l'agricultura per augmentar o incrementar la producció agrícola i optimitzar l'ús dels recursos disponibles. Els brassinoesteroides naturals més actius són la brassinolida, aïllada del pol·len de la colza (Brassica napus L.). i la castasterona, aïllada del castanyer japonès. Aquestes dues substàncies són esteroides polihidroxilats amb una cadena lateral de tipus campestà.
El rendiment dels brassinosteroides va des dels 230 kg de Brassica napus a 10 mg. Des del seu descobriment s'han aïllat de les plantes 70 compostos BR.
La biosíntesi dels brassinoesteroides és a partir del campesterol.